# Порко Россо
«Порко Россо» (яп. 紅の豚 Курэнай-но бута, «малиновый свин», международное название от итал. Porco Rosso — «красный свин») — аниме 1992 года, снятое на основе манги Hikotei Jidai. Режиссёр — Хаяо Миядзаки. По его словам, это мультфильм для взрослых.

## Сюжет
Действие происходит между Первой и Второй мировыми войнами где-то на Адриатике. Главный герой, пилот Марко Паготт, — участник Первой мировой войны. После её окончания Марко разочаровался в людях и в жизни до такой степени, что частично превратился в свинью. Его лицо стало свиным, но всё остальное у него осталось от человека.
После того, как в Италии к власти пришли фашисты, лётчик стал называть себя Порко Россо, то есть «Алый свин», что отражало как его внешность, так и его самолёт красного цвета. Порко начал работать наёмником, обезвреживая воздушных пиратов, которые грабили мирные суда, но при этом не вступил в фашистскую авиацию и работал в одиночестве. По его словам, «лучше быть свиньёй, чем фашистом». Он поддерживает дружбу с известной певицей Джиной, которая знает его с юности и к началу повествования похоронила трёх мужей-лётчиков. Порко, Джина и эти три лётчика когда-то все вместе дружили. Джина живёт на маленьком островке в своём богатом доме с рестораном, где и выступает. Это место пользуется уважением даже у пиратов, и они разбойничают вдали от островка. Ничто не мешает им и наведываться в ресторан наравне с обычными гражданами. Не в силах победить Порко, одна пиратская банда нанимает молодого американца по имени Кёртисс, чтобы тот сразился с Порко и убрал его с их пути. Кёртисс достаточно самодоволен, и, тем не менее, ему в какой-то мере присуще понятие чести. Он нападает на Порко как назло именно в тот момент, когда Порко собирается в небольшой отпуск. В разгар боя у Порко отказывает двигатель, и Кёртисс сбивает его, посчитав, что противник погиб. Порко же всего лишь прячется под густой растительностью на одном из островков вместе с разбитым самолётом. Прожив на островке двое суток, он связывается с Джиной и сообщает, что остался жив. Для ремонта самолёта Порко обращается за помощью к знакомому авиамеханику. Здесь он встречает внучку механика из Америки, юную Фио. Фио, как выясняется, унаследовала талант дедушки и поэтому с энтузиазмом вызывается ремонтировать самолёт. Порко не хочет покупать новый летательный аппарат, слишком привязавшись к старому.
Когда Порко приходит на один киносеанс, его приятель, работающий в авиации, по долгу дружбы сообщает, что Порко хотят насильно вернуть в ряды фашистов. Порко успевает сбежать на недоработанном самолёте вместе с Фио, желающей довести дело до конца. Приятель провожает их по безопасному пути до моря. По дороге в убежище Порко делает круг над островом Джины, таким образом передавая ей привет; Джина же рассказывает влюбившемуся в неё Кёртиссу, что её сердце отдано другому, «глупому» человеку, которого она ждёт днём в саду, но который никогда не приходит в другое время, кроме как вечером. Она внезапно видит самолёт Порко и тихо называет его глупым. Прилетев в своё убежище, Порко встречает там пиратов вместе с Кёртиссом. Пираты, хотя и горят желанием отомстить, по предложению Фио соглашаются провести честный бой. В пылу спора Фио обещает влюбчивому Кёртиссу выйти за него, если он победит, а если победит Порко, то пираты оплатят его долг за ремонт самолёта. Ночью перед сном Порко рассказывает Фио историю из своего прошлого: он и его друг, первый муж Джины, едва заключивший с ней брак, вместе с другими лётчиками вступили в неравный бой с противником. Так вышло, что в живых остался лишь Порко, и, придя в себя над облаками, он увидел целую вереницу самолётов и лётчиков, медленно улетавших ввысь. Здесь были погибшие, свои и враги. Потом он потерял сознание и снова пришёл в себя, уже летя над кромкой воды. После войны Порко превратился в свинью и с тех пор так и живёт. Ни он, ни Джина не знают, как можно превратить его обратно. Фио высказывает предположение, что его можно расколдовать поцелуем, как принца в сказках. Порко отшучивается и говорит, что не верит в это.
На следующий день битва в воздухе не приносит победы никому, и Порко с Кёртиссом вступают в рукопашный поединок. Обессилев, оба сваливаются с ног, но в этот момент появляется Джина, и Порко, заметив её, поднимается. В итоге пираты платят Фио обещанные деньги и покидают это место одновременно с Джиной, которая предупреждает всех о скором прибытии правительственных органов. С собой она забирает и Фио, но та успевает на прощание поцеловать Порко. Это, вероятно, действительно срабатывает, и проклятие снимается (лицо Порко не показывается, но оставшийся с ним рядом Кёртисс глядит на него, приходит в изумление, бежит за ним и требует показать лицо). Впоследствии Джина, судя по намёку, выходит замуж за Порко, Фио наследует компанию дедушки и становится близкой подругой Джины, а Кёртисс начинает карьеру актёра и часто пишет Фио, «скучая по тому лету на Адриатике».

## Награды
В 1993 году фильм получил две премии «Майнити» — за лучший анимационный фильм (Хаяо Миядзаки) и за лучшую музыку (Дзё Хисаиси).
Также фильм получил 9 наград и 5 номинаций, в числе которых два приза Японской Киноакадемии (в том числе и как «Лучший фильм года») и премия «Сатурн» Американской Академии научной фантастики. Ещё выиграл в номинации
«Лучший полнометражный мультфильм» на Международном фестивале анимационных фильмов в Анси.

## Релиз
В 2013 году фильм вышел на Blu-ray от Studio Ghibli в формате 1,85:1 и со звуком DTS-HD Master Audio 2.0.
В 2008 году «Порко Россо» был лицензирован в России. Показ осуществлялся по телеканалу «2x2». 6 февраля 2020 года фильм повторно вышел в прокат в российских кинотеатрах. Также в 2019 году права на трансляцию приобрёл сервис HBO Max, а в 2020 году Netflix.

## Продолжение
Сиквел с рабочим названием Porco Rosso: The Last Sortie («Порко Россо: Последний вылет») планировался Хаяо Миядзаки к выпуску с 2010 года, о чём он сказал в интервью японскому журналу Cut: «Если следующие два фильма будут успешны и Судзуки-сан позволит мне сделать это, говоря: „Ничего не поделаешь, такое хобби у старика“, я счастлив». Режиссёром мог стать Хиромаса Ёнэбаяси.
По сюжету, события происходили во время гражданской войны в Испании, где главный персонаж в составе итальянского экспедиционного корпуса управлял самолётом Savoia-Marchetti SM.79 Sparviero. Неизвестно, принимал ли он участие в бомбардировке Герники. Но в любом случае это вступает в противоречие с его словами, произнесёнными в первом фильме: «Я лучше буду свиньёй, чем фашистом».
В 2013 году вышел «Ветер крепчает». Далее в студии «Гибли» приостановили работу над полнометражными фильмами. Миядзаки сначала ушёл, потом взял перерыв, далее снял фильм «Мальчик и птица». Выход второй части «Порко Россо» был отменён.

## Отзывы и критика
Metacritic дал 83 балла из 100 на основании 11 рецензий. На Rotten Tomatoes рейтинг составляет 96 % с учётом 24 обзоров. Аниме входит в список 95 лучших фильмов, снятых японскими режиссёрами в период 1925—2019 годов, по версии BFI. 44 место в списке 100 лучших аниме фильмов согласно журналу Paste. 68 место среди 100 лучших анимационных фильмов по версии журнала Time Out. Также «Порко Россо» включён в список 50 лучших аниме всех времён по версии журнала «АнимеГид».
Журнал «АнимеГид» назвал фильм уникальным: «до «Порко Россо» Хаяо Миядзаки не снимал аниме для взрослых. Это исповедь, манифест, вершина, покорение которой случается раз в жизни. Автор нарисовал мир, где сам хотел бы жить. Небо, самолёты, свобода — рай для пилота. Слова „лучше быть свиньёй, чем фашистом“ означают оставаться честным перед собой до конца. «Порко Россо» — удивительно лёгкая и воздушная комедия на грани Феллини. Параллелей с «Касабланкой» достаточно, и суть та же: герой Хамфри Богарта стал циником, но человечество небезнадёжно».
Борис Иванов в рецензии на кинопортале Film.ru поставил 7 из 10 баллов. Из рецензии: «Миядзаки терпеть не может военщину, но был счастлив, когда с 1984 по 1994 годы рисовал для японского журнала Model Graphix комиксы с военной техникой. В отличие от предыдущих картин режиссёра, «Порко Россо» был задуман как мультфильм для взрослых. Предполагалось, что «Гибли» нарисует среднеметражную легкомысленно-авантюрную комедию, которую будут показывать во время международных перелётов Japan Airlines. Однако в ходе работы над проектом в бывшей Югославии началась война, и Миядзаки переосмыслил сюжет: приключение с долей трагизма. В результате фильм смотрится как «Касабланка» в русле комедии-фарса. Кроме того, «Порко Россо» — вариация на тему «Рокки 3», где побеждённый чемпион доказывал превосходство в матче-реванше. Также аниме можно принять за «пилот» с дорисованным финалом. Диснеевский мультсериал «Чудеса на виражах», вышедший ранее, рассказывал о похождениях пилота гидроплана и его друзей. Совпадений между ними так много, потому что Миядзаки посетил Disney Television Animation, когда там работали над «Чудесами». «Порко Россо» стоит смотреть ради великолепной графики, многочисленных намёков на известные фильмы и историю авиации, смешных, душевных и поэтичных моментов, проникновенного пения Токико Като. Мультфильм мог быть намного лучше, если бы Миядзаки тщательно переработал не только диалоги, но и сюжет».
«Искусство кино» считает «Порко Россо» самым странным, авторским, «взрослым» и наименее популярным фильмом Миядзаки. «Его жанр однозначному определению не поддаётся». Здесь отражено увлечение создателя ранней авиацией, книгами Экзюпери, голливудским кинематографом 1940-х годов, социализмом, пейзажами Средиземноморья и полётами. В отличие от двух предыдущих фильмов, действие может быть локализовано во времени и пространстве: побережье Адриатического моря, предположительно Фиуме накануне аннексии фашистской Италией, 1924 год (тогда итальянская авиация была одной из самых передовых в мире, это проявилось в аэроживописи). Порко — левый, возможно, анархист или коммунист. Чётких указаний нет, но за ним охотится тайная полиция Муссолини. Его фигура навеяна не только героями ранней авиации и борцами антифашистского Сопротивления, но и определённой кинематографической традицией в духе Хемингуэя, Рэймонда Чандлера или Хамфри Богарта: неразговорчивый, саркастический, скрывающий свои истинные чувства за напускным безразличием или цинизмом персонаж; «одинокий волк», за плечами у которого большой и печальный опыт, но временами он ведёт себя как подросток. Портовый город, где разворачивается основное действие, позволяет вспомнить романтические нуары 1940-х годов. Миядзаки даёт несколько недвусмысленных намёков: американский пилот, выступающий в качестве главного соперника и трикстера Порко, является однофамильцем режиссёра «Касабланки». Он хвастается, что заключил контракт со студией в Голливуде на съёмки фильма, где сюжет разворачивается на Адриатике. В конце показан плакат с изображением Кёртиса, снявшегося в главной роли. Аномалия во внешности Марко Пагота служит сказочным эквивалентом более реалистического «проклятия» — роковой физической и моральной травмы, обрекающей героя на одинокую и неприкаянную жизнь. В качестве аналогов можно привести ранение и импотенцию главного героя «Фиесты» или увольнение из полиции и развод Филипа Марлоу. Зрители ждут решения загадки Порко Россо: что превратило его в свинью? Он отшучивается: лучше быть свиньёй, чем фашистом; ответа так и нет. Это единственная странность в фильме. Рецензент заключает: «В своём искусстве дозировать фантастическое Миядзаки доходит до крайнего предела». Если устранить эту деталь и превратить свина в нормального человека, «фильм потеряет существенную долю своего очарования». Порко Россо — «потомок заколдованных принцев, вновь обретающих человеческий облик от поцелуя принцессы». Но действие происходит не в сказочном или фэнтезийном мире, а в «реальном», историческом. «Миядзаки одновременно обнаруживает сказочную, мифологическую сущность „реалистических“ нарративов первой половины XX века и делает фольклорную фантастику реалистичной».